# Krystyna Dobrodziej-Habrowska
Krystyna Dobrodziej-Habrowska z d. Bunin (ur. 10 maja 1922 r., zm. 2002) – polska Sprawiedliwa wśród Narodów Świata.

## Życiorys
W czasie okupacji niemieckiej Krystyna Dobrodziej-Habrowska mieszkała w Warszawie razem z mężem, Władysławem Dobrodziejem. Wspólnie z nim opiekowała się wyprowadzonymi przez jej małżonka z warszawskiego getta przed akcją likwidacyjną z lata 1942 r. Marią i Henrykiem Angielczyk. Współorganizowała dla pary kryjówkę na poddaszu domu swojej matki, mieszkającej w Międzylesiu, Heleny Bunin. Kolejne sześć osób wyprowadzonych przez Władysława Dobrodzieja z getta (Zygmunt Rudniański z żoną, jego brat mec. Rudniański, Adam Neuman, Róża Bukiet oraz Maria o nieznanym nazwisku) zostało umieszczonych wspólnie z Angielczykami w Piastowie, w wynajętej w tym celu willi. Dobrodziej-Habrowska pomogła także znaleźć kryjówkę w domu opieki im. ks. Boudena dla Elżebiety Grosglick, natomiast jej matkę, Barbarę Grosglick, umieściła w domu Heleny Bunin. Pomoc od Dobrodziejów otrzymał również Władysław Górzyński, któremu zorganizowali oni pracę w Austrii. Wszystkie osoby ukrywane przez Dobrodziejów podczas okupacji doczekały jej końca.
W 1994 r. Krystyna Dobrodziej-Habrowska została uhonorowana medalem Sprawiedliwej wśród Narodów Świata. Wspólnie z nią odznaczono pośmiertnie jej męża, Władysława Dobrodzieja, oraz matkę, Helenę Bunin.